# Franz Konrad von Rodt
Pour les articles homonymes, voir Rodt.
Franz Konrad Casimir Ignaz von Rodt, né le 10 mars 1706 à Meersburg, près de Constance, et mort le 16 octobre 1775 à Meersburg, est un cardinal allemand du XVIIIe siècle.

## Biographie
Von Rodt est élu évêque de Constance en 1750, succédant à son oncle maternel Kasimir Anton von Sickingen.
Le pape Benoit XIV le crée cardinal lors du consistoire du 5 avril 1756. Il participe au conclave de 1758  lors duquel Clément XIII est élu, mais il ne participe pas aux conclave de 1769 (élection de Clément XIV) ou de 1774-1775 (élection de Pie VI).

### Sources
- Fiche du cardinal von Rodt sur le site fiu.edu